# Ерёмино (сельское поселение Лозовское)
Ерёмино — деревня в Сергиево-Посадском районе Московской области России, входит в состав сельского поселения Лозовское.

## Население
| 1859 | 1890 | 1899 | 1926 | 2002 | 2006 | 2010 |
| ---- | ---- | ---- | ---- | ---- | ---- | ---- |
| 96   | ↗108 | ↘49  | ↗97  | ↘2   | →2   | ↘0   |

## География
Деревня Ерёмино расположена на севере Московской области, в южной части Сергиево-Посадского района, примерно в 46 км к северу от Московской кольцевой автодороги и 10 км к югу от железнодорожной станции Сергиев Посад, по правому берегу реки Торгоши бассейна Клязьмы.
В 3 км северо-западнее деревни проходит Ярославское шоссе М8, в 17 км к югу — Московское малое кольцо А107, в 14 км к северо-востоку — Московское большое кольцо А108, в 17 км к юго-востоку — Фряновское шоссе Р110.
К деревне приписано семь садоводческих товариществ (СНТ). Ближайшие сельские населённые пункты — деревни Зубцово и Охотино.

## История
В «Списке населённых мест» 1862 года — владельческая деревня 1-го стана Дмитровского уезда Московской губернии по левую сторону Архангело-Богородского тракта (от Сергиевского посада в Богородский уезд), в 46 верстах от уездного города и 6 верстах от становой квартиры, при реке Торгоме, с 17 дворами и 96 жителями (39 мужчин, 57 женщин).
По данным на 1890 год — деревня Митинской волости Дмитровского уезда с 108 жителями.
В 1913 году — 19 дворов.
По материалам Всесоюзной переписи населения 1926 года — деревня Вихревского сельсовета Сергиевской волости Сергиевского уезда Московской губернии в 4,8 км от Ярославского шоссе и 8,5 км от станции Сергиево Северной железной дороги; проживало 97 жителей (45 мужчин, 52 женщины), насчитывалось 21 хозяйство (20 крестьянских).
С 1929 года — населённый пункт Московской области в составе:
- Вихревского осельсовета Сергиевского района (1929—1930)[14],
- Вихревского сельсовета Загорского района (1930—1939)[15],
- Охотинского осельсовета Загорского района (1939—1952)[16],
- Воздвиженского сельсовета Загорского района (1952—1963, 1965—1991)[16][17][18],
- Воздвиженского сельсовета Мытищинского укрупнённого сельского района (1963—1965)[17],
- Воздвиженского сельсовета Сергиево-Посадского района (1991—1994)[18],
- Воздвиженского сельского округа Сергиево-Посадского района (1994—2006)[19],
- сельского поселения Лозовское Сергиево-Посадского района (2006—2019)[20][21].
- Сергиево-Посадского городского округа (2019 — н. в.)[источник не указан 570 дней]